# 相原信作
相原 信作（あいはら しんさく、1904年(明治37)9月24日 - 1996年(平成8)7月6日）は、日本の哲学研究者。東海大学、大阪大学、甲南大学教授。大阪大学名誉教授。祖父は京都府多額納税者、第一期及び第二期貴族院多額納税者議員互選人、衆議院議員、郡是製絲株式会社（現・グンゼ株式会社）初代社長羽室嘉右衛門。大叔父は郡是製絲株式会社（現・グンゼ株式会社）第2代社長波多野鶴吉、比叡登山鉄道株式会社初代社長羽室亀太郎。叔父は、郡是製絲株式会社第4代社長で参議院議員波多野林一、衆議院議員岡田泰蔵。

## 経歴

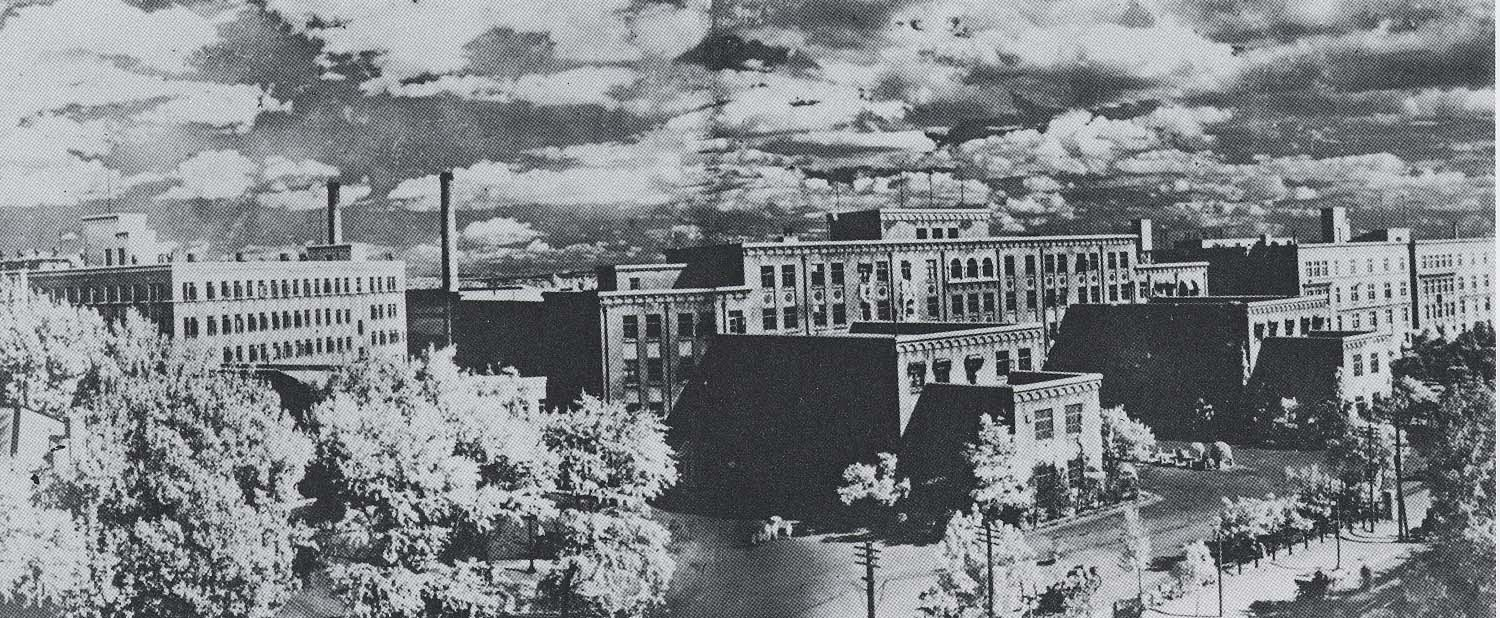
満州医科大学（現在の国立中国医科大学）

1904年、京都府生まれ。父親は銀行員、母方の祖父は貴族院多額納税者議員互選人、衆議院議員であった。京都帝国大学文学部に入学し、哲学科で京都学派の田辺元門下で学ぶ。唐木順三は京都帝国大学時代の同期生であった。1929年、京都帝国大学文学部を卒業。
真言宗京都大学（種智院大学）講師を経て、1929年より満州医科大学の予科教授となる(ドイツ語、倫理、心理を教授)。作家の網野菊の作品を読んで感激し、手紙で求婚し、お互い顔も知らぬまま1930年に結婚。勤務先の奉天で新婚生活を送ったのち、第三高等学校（修身）講師に転職のため1937年に帰国し、翌年離婚。のちに唐木順三の妻の妹と再婚する。その後東海大学教授を経て、1949年より大阪大学文学部教授に就く。1968年に定年退官して名誉教授となる。その後も甲南大学教授を務めた。

## 家族・親族
- 元妻：網野菊は作家。元妻の網野菊は、相原との失敗した結婚をもとにいくつか作品を遺している。また、京大の先輩だった下村寅太郎は相原のことを「俊才だったが少しもそのような風がなく、独自の風格を持っていた。時流の書物には全く関心なく、自分自身の関心のあるものしか読まず、それも大変簡素な種類と数のものであった。（中略）彼ほど寡欲な人間に会ったことはない。簡素質素が努めてするのでなく、それが彼の自然であった」と評している[5]。

## 著書
- 『哲學人名辭典』弘文堂アテネ文庫、1951
- 『核時代の科学と哲学 現代の危険と良心の楽観』行路社 1994

### 翻訳
- ナトルプ『人、教師及び学者としてのヘルマン・コーヘン』岩波書店、1928
- ナトルプ『体系的見地より観たるヘルマン・コーヘンの哲学的業績』岩波書店、1930
- ランケ『強国論』岩波文庫 1940
- ランケ『政治問答 他一篇』岩波文庫 1941
- ランケ『世界史概観 近世史の諸時代』鈴木成高共訳 岩波文庫 1941、改版1961
- エバーハルト・グリーゼバッハ『ショーペンハウェルの對話』弘文堂 アテネ文庫、1949
- フィヒテ『妻への手紙』 弘文堂 アテネ文庫、1949
- マイスター・エックハルト『神の慰めの書』筑摩書房 1949、講談社学術文庫 1985

## 論文
- 相原信作「日本と強国論」『新潮』第50巻第1号、新潮社、1953年1月、56-62頁、NAID 40001923656。
- 相原信作「伝統と変革」『歴史教育』第6巻第12号、日本書院、1958年12月、ISSN 0557-837X、NAID 40003821508。
- 相原信作「現実の問題と学問の問題」『大阪大学文学部紀要』第14号、大阪大学文学部、1968年10月、25-40頁、ISSN 04721373、NAID 110004668239。
- 相原信作「公害と民主主義の問題」『甲南大学紀要 文学編』第9号、甲南大学、1972年、30-50頁、ISSN 04542878、NAID 40001241202。
- 相原信作「観念論と根元悪の問題」『甲南大学紀要 文学編』第6号、甲南大学、1972年3月、148-166頁、ISSN 04542878、NAID 40001241184。
- 相原信作「漱石の日本観と結婚論」『甲南大学紀要 文学編』第16号、甲南大学、1974年、1-16頁、ISSN 04542878、NAID 40001241390。